# 黯夜守護者
《黯夜守護者》（英語：Against Darkness）是香港電視廣播有限公司拍攝製作的時裝罪案警匪電視劇，由陳展鵬、陳煒及陳敏之領銜主演，並由江嘉敏、謝東閔、李國麟、袁文傑、車婉婉、李成昌及陳國峰聯合演出，編審鄭成武，監製徐正康、吳冠宇。
由香港翡翠台於2022年9月5日首播，台灣OTT由LiTV 線上影視、MyVideo同步跟播上架。

## 演員表

### 中區警署

#### 重案組
| 演員   | 角色   | 暱稱／關係 |
| 車婉婉 | 湯玉蘭 | Madam Tong、Nancy 高級督察 方梓翹之上司 高輝之師姐兼上司 |
| 陳 煒  | 方梓翹 | CK、Madam Fong 警署警長 湯玉蘭之下屬 高輝之上司兼搭檔 於第10集因兒子與張明朗死亡一案有關而被湯玉蘭禁止參與調查，後被勒令休假 於第15集交代原定計劃與林偉倫及何子俊遷往上海而辭職，但於第17集與林偉倫分手後決定留在香港，重歸警隊 |
| 陳展鵬 | 高 輝  | 輝Sir、輝哥、細輝哥、細輝、青面輝（羅威專稱） 警長 曾為臥底，多年前曾協助剷除羅威和程國彪所屬的黑幫 向李光輝稱兄道弟可惜收網行動中不小心開槍擊斃其而多年來始終未能釋懷 湯玉蘭之師弟兼下屬 方梓翹之下屬兼搭檔 盧倩雯之好友，二人有感情線 羅威之前手下，在擔任臥底期間曾受其委託照顧盧倩雯及盧小寶而亦敵亦友 前黑幫老大程國彪之好友 李文杰之死敵 於第1集被調至中區警署重案組後仍在面對過往兄弟情與公義之間糾結 於第19集被李文杰以電槍電暈，幸被盧倩雯撞見；於同集得知盧倩雯的死訊後，精神恍惚及自責，把自己的私家車撞毀 於第20集為救被李光輝挾持的警察同僚槍殺李光輝（回憶），並於同集為救方梓翹槍殺李文杰 |
| 劉嘉琪 | 周幸美 | May 警員 |
| 王致狄 | 羅家鳴 | 警員 |
| 關曜儁 | 曾柏堅 | 警員 |
| 章景恆 | 趙志豪 | 警員 |

#### 其他部門
| 演員   | 角色  | 暱稱／關係                                    |
| 陳銳峰 |       | 軍裝警察                                      |
| 蕭百成 |       | 軍裝警察                                      |
| 吳天兒 |       | 軍裝警察                                      |
| 周亦鵬 |       | 軍裝警察                                      |
| 林可悅 |       | 軍裝警察                                      |
| 梁皓楷 | 武 哥 | 方梓翹之前下屬 於第1集晉升為警署警長（第1集） |
| 莫家淦 |       | 毒品調查科總督察（第2、7－8、14集）           |
| 陳俊堅 |       | 毒品調查科警員（第2、7－8集）                 |
| 鄔嘉駿 | Simon | 網絡安全及科技罪案調查科警員（第6、19集）     |
| 林浩文 |       | 警察（第20集）                                |
| 簡家麒 |       | 警察（第20集）                                |
| 余應彤 |       | 警察（第20集）                                |
| 羅永健 |       | 警察（第20集）                                |

### 盧家
| 演員           | 角色   | 暱稱／關係 |
| 陳敏之         | 盧倩雯 | Ada、Da姐 扁瓦爐火鍋店老闆娘 三十六歲 盧小寶之母，並獨力撫養之 羅威之舊情人，在十六歲時懷孕後為所拋棄 高輝之紅顏知己，與其有感情線 於第19集撞見李文杰電擊電暈高輝，倉皇逃至頂樓，失足意外墮樓身亡 |
| 羅莃荋（童年） | 盧小寶 | Shabu YouTuber／KOL／扁瓦爐火鍋店老闆娘（20集起） 網名沙膽Shabu 二十歲 患有反社會人格 性格反叛，做事不顧後果，經常闖禍 羅威、盧倩雯之女 因與母親曾受高輝照顧而與其關係友好，並視之為自己父親 有意撮合母親與高輝 知道羅威是自己的生父而惡之 暗戀李文，與其有感情線，後追求之並成為其女友，最後因知道真相而分手 何子俊之暗戀對象 於第20集接手扁瓦爐，並與羅威和好 參見不良少年死亡案 |
| 江嘉敏         | 盧小寶 | Shabu YouTuber／KOL／扁瓦爐火鍋店老闆娘（20集起） 網名沙膽Shabu 二十歲 患有反社會人格 性格反叛，做事不顧後果，經常闖禍 羅威、盧倩雯之女 因與母親曾受高輝照顧而與其關係友好，並視之為自己父親 有意撮合母親與高輝 知道羅威是自己的生父而惡之 暗戀李文，與其有感情線，後追求之並成為其女友，最後因知道真相而分手 何子俊之暗戀對象 於第20集接手扁瓦爐，並與羅威和好 參見不良少年死亡案 |

### 方家
| 演員   | 角色   | 暱稱／關係 |
| 陳 煒  | 方梓翹 | CK 中區重案組警署警長 何子俊之母，在離婚後獨力撫養其，但與其關係不佳，後和好 林偉倫之女友，後分手 因忙於工作而忽略家庭 參見重案組 |
| 楊凱博 | 何子俊 | 俊仔 中三學生 十四歲，步入反叛期 方梓翹之子，二人關係不佳，後和好 林偉倫之繼子，二人不和，一度和好，最後反目 暗戀盧小寶 於第6集與母親爭吵後離家出走，後在高輝家暫住 於第17集為林偉倫永久刪除舊照片引起爭執，遭到他掌摑，後接受他的道歉 參見不良少年死亡案 |

### 扁瓦爐火鍋店
| 演員   | 角色   | 暱稱／關係 |
| 陳敏之 | 盧倩雯 | Da姐 老闆娘 參見盧家 |
| 李成昌 | 程國彪 | 老鬼、老鬼彪、鬼王彪、彪哥 員工 曾為黑幫頭目，多年前曾坐牢 表面上安於現狀，對旁人說年紀大，有餐安樂茶飯已知足，其實圖謀東山再起 江成泰之同夥 莊啟昇之好友，引誘他一同販毒 因為懂得討好人而與身邊人保持著友好關係 於第9集主動擔任江成泰及劉樂基交易毒品的中間人，後期与劉樂基反目 於第13集被方梓翹發現在扁瓦爐藏毒而逃走失蹤 於第15集被李文推下樓身亡 |
| 秦啟維 | 馮志銓 | 孱仔銓 員工 |
| 吳嘉儀 | 淇 淇  | 員工 |
| 沈愛琳 | 阿 霞  | 員工 |

### 外來者遊戲公司
| 演員           | 角色 | 暱稱／關係 |
| 方哲翷（童年） | 李文 | 文、哥（何子俊專稱）、挪亞方舟 原名李子聰 老闆兼行政總裁／遊戲開發商／神秘毒販「挪亞方舟」 表面溫文儒雅，實際冷血無情 背後看似隱藏不可告人的秘密，實為李光輝之子，因其死與高輝有關而發誓為其父報仇，並因而刻意跟警察作對 患有反社會人格、殺人前以吸食超仔壯膽、暗示為長期服用超仔的副作用 不斷殺人，聲稱他們是「污染其世界的壞人」，被其殺害的人當中以壞人佔絕大多數，理念反映在其開發遊戲當中 盧小寶之暗戀對象，與其有感情線，且為所追求 於第1集以毒水強灌梁敏詩以致她死亡 于第4集正式登场 於第6集因救盧小寶而導致手部受傷，後無大礙 於第9集把張明朗推下樓梯殺害 於第11集精心佈局，人為製造意外令郭明生車禍死亡 於第15集把程國彪推下樓身亡 於第18集為救羅威殺害劉樂基，並刻意製造羅威殺害劉樂基的假象 於第19集到醫院殺羅威滅口時，剛好碰上高輝，逃跑時以電槍電暈高輝，但同時被盧倩雯撞見，追逐上頂樓後，和其糾纏時被其推開，最後看著她意外墮樓身亡（誤殺盧倩雯） 於第20集挾持並欲殺方梓翹，被高輝搶先一步槍斃 參見不良少年死亡案 |
| 謝東閔         | 李文 | 文、哥（何子俊專稱）、挪亞方舟 原名李子聰 老闆兼行政總裁／遊戲開發商／神秘毒販「挪亞方舟」 表面溫文儒雅，實際冷血無情 背後看似隱藏不可告人的秘密，實為李光輝之子，因其死與高輝有關而發誓為其父報仇，並因而刻意跟警察作對 患有反社會人格、殺人前以吸食超仔壯膽、暗示為長期服用超仔的副作用 不斷殺人，聲稱他們是「污染其世界的壞人」，被其殺害的人當中以壞人佔絕大多數，理念反映在其開發遊戲當中 盧小寶之暗戀對象，與其有感情線，且為所追求 於第1集以毒水強灌梁敏詩以致她死亡 于第4集正式登场 於第6集因救盧小寶而導致手部受傷，後無大礙 於第9集把張明朗推下樓梯殺害 於第11集精心佈局，人為製造意外令郭明生車禍死亡 於第15集把程國彪推下樓身亡 於第18集為救羅威殺害劉樂基，並刻意製造羅威殺害劉樂基的假象 於第19集到醫院殺羅威滅口時，剛好碰上高輝，逃跑時以電槍電暈高輝，但同時被盧倩雯撞見，追逐上頂樓後，和其糾纏時被其推開，最後看著她意外墮樓身亡（誤殺盧倩雯） 於第20集挾持並欲殺方梓翹，被高輝搶先一步槍斃 參見不良少年死亡案 |
| 陳熙蕊         | Amy  | 員工 |
| 彭翔翎         | 詩   | 員工 |
| 朱樂洺         | 浩   | 員工 |
| 鄭雋熹         | 達   | 員工 |
| 邵展鵬         | 宏   | 員工 |
| 程浩駿         |      | 遊戲角色人物（第5、7－8、20集） |

### 威名國際賬務有限公司
| 演員   | 角色   | 暱稱／關係 |
| 李國麟 | 羅 威  | 威爺、威哥 行政總裁 曾為黑幫頭目，幫會理念為不碰毒品 李光輝之天敵，後被對方取代頭目之位 高輝擔任臥底時之老大，現與其亦敵亦友 盧倩雯之舊情人，多年前在其懷孕後拋棄其 盧小寶之父，且為所厭，後漸漸和好 希望彌補盧倩雯及盧小寶母女 與劉樂基不和 於第18集被劉樂基打至重傷昏迷 於第19集被李文杰企圖殺死但未遂 於第20集康復，並與盧小寶和好，協助經營扁瓦爐 參見不良少年死亡案 |
| 羅浩銘 | 范錦良 | 翻啄 羅威之手下 參見不良少年死亡案 |

### 黑社会/"Rio Rico"酒吧
- 于第18集被李文杰瓦解

| 演員   | 角色   | 暱稱／關係 |
| 陈国峰 | 刘乐基 | Rocky、Rocky哥 「Rio Rico」酒吧老闆／黑幫頭目／毒販 郭明生、黃嘉軒、張明朗之老大 程國彪之前手下 與羅威不和 於第18集被李文殺死 |
| 方绍聪 | 黄嘉轩 | 食腦 毒販 有多宗案底 劉樂基之手下 参见少女伏尸后港案                                                                          |
| 唐嘉麟 | 郭明生 | 高仿、高仿明 古惑仔 走私冒牌貨 劉樂基之手下 張明朗之老大 参见不良少年死亡案                                                   |
| 施焯日 | 张明朗 | Jeff 不良少年／毒販 十八歲，無業 何子俊之學長兼損友 劉樂基、郭明生之手下 参见不良少年死亡案                                   |

### 單元案件

#### 少女伏屍後巷案（第1至5集）
| 演員   | 角色   | 暱稱／關係 |
| 羅毓儀 | 梁敏詩 | Maisy 中五學生／援交少女 十六歲 品學兼優 家境貧困 梁家雄、劉蕙嫻之長女 何欣遙之同學兼好友 為賺快錢幫補家計而當援交少女 在母親平日於內地工作時負責照顧弟妹 於第1集在不知情的情況下先後喝了何欣遙混入毒品的啤酒及張允賢混入毒品的橙汁，在與張允賢見面後被黃嘉軒搶去一萬元，掙扎時被其推倒，導致頭部受到撞擊而失去行動能力，後被李文杰強灌毒水致毒力發作，最後伏屍於後巷 於死前曾用沒來電顯示的電話號碼（即太空卡）致電母親  |
| 區明妙 | 何欣遙 | Cindy 網名「糖糖」 中五學生／援交少女 家境富裕 唐淑慧之女 梁敏詩之同學兼好友，內心嫉妒其成績優異及受援交客喜歡 以網名「Cutie妹」協助梁敏詩與援交客聯絡 於第2集被母親發現其吸毒後被禁止離家，於同集結尾趁母親離家後外出向黃嘉軒購買毒品，後因警察到場而被對方脅持，後獲救 於第3集向警方承認自己為梁敏詩與援交客聯絡的中間人，以及梁敏詩曾喝了混入一小包毒品的啤酒 於第5集被控管有危險藥物及教唆賣淫罪 間接導致梁敏詩死亡 |
| 魏惠文 | 梁家雄 | 梁敏詩之父 劉蕙嫻之前夫 對子女漠不關心，已三個月未轉帳贍養費予梁敏詩 |
| 蘇麗明 | 劉蕙嫻 | 梁敏詩之母 梁家雄之前妻 平日於汕頭工作，只於週末回港 於第1集返港認屍，於同集結尾與梁家雄爭執時企圖跳樓自盡，後被方梓翹及高輝救回 於第5集提及曾在梁敏詩死亡當晚收到其來電 |
| 胡蓓蔚 | 唐淑慧 | 律師 何欣遙之母 企圖阻止何欣遙向警方說出梁敏詩命案的內情 於第2集發現女兒吸毒後禁止其離家 |
| 鄭啟泰 | 張允賢 | Martin 網名「圓桌冇事」 保險經紀 梁敏詩之援交客 於第4集向警方承認在梁敏詩死亡當晚曾向黃嘉軒購買毒品，並將半包毒品混入橙汁給梁敏詩喝，以迷姦對方 於第5集被控管有危險藥物及施用藥物以獲得非法性行為罪 間接導致梁敏詩死亡 |
| 鄭卓男 |        | 十歲 梁家雄、劉蕙嫻之子 梁敏詩之弟 |
|        |        | 梁家雄、劉蕙嫻之幼女 梁敏詩之妹 |
| 方紹聰 | 黃嘉軒 | 劉樂基之手下 販賣毒品予何欣遙及張允賢 於第2集結尾與何欣遙交易期間因警察到場而用刀脅持其，後逃走 於第3集起被通緝 於第5集被捕，後交代自己在梁敏詩死亡當晚搶劫其，在爭執期間意外推倒其，使其頭部撞向牆壁而倒地，使其失去行動能力 於第5集被控販毒、拒捕、襲警、危險駕駛及搶劫等罪名 間接導致梁敏詩死亡 |

#### 不良少年死亡案（第6至11集）
| 演員   | 角色   | 暱稱／關係 |
| 施焯日 | 張明朗 | Jeff 劉樂基、郭明生之手下 於第6集被盧小寶刻意接近，後強行餵以毒品及企圖侵犯其，但被對方逃走，後在高輝追捕時逃走，並被警方通緝，後被劉樂基囚禁 於第9集駕走郭明生藏有毒品的七人車逃走，後向何子俊索要金錢及接走其，並撞傷、綁架及企圖侵犯盧小寶，在與何子俊打鬥時被其推下樓梯而受重傷，最後被李文杰再度推下樓梯殺害 死因為頭部受到劇烈撞擊，導致失血過多而死                                         |
| 楊凱博 | 何子俊 | 俊仔 中三學生 於第9集被張明朗接走，並目睹其駕車撞傷及綁架盧小寶，後因其企圖侵犯盧小寶而與其打鬥時將其推下樓梯，因以為自己殺害其而致電高輝求救後逃走，於同集被通緝，最後因思念母親而主動找她 於第10集被帶回警署接受調查 |
| 江嘉敏 | 盧小寶 | Shabu YouTuber／KOL 於第6集為增加頻道訂閱者而接近張明朗，以偷拍其吸毒，在被對方強行餵食少量毒品及企圖侵犯後逃走，後被李文杰所救，在送院治理後並無大礙 於第7集因將張明朗吸毒的影片上傳而被警方掃毒組警告，影片亦被下架 於第8集因在直播揭露毒品成分再度被警方警告，同時亦得罪黑幫 於第9集被張明朗駕車撞傷及綁架，在被其企圖侵犯時向在場的何子俊求救，並目睹何子俊將其推下樓梯，後被送院治療 參見盧家 |
| 謝東閔 | 李文   | 外來者遊戲公司老闆兼行政總裁／遊戲開發商 於第9集因張明朗駕車衝向其及盧小寶而摔下山坡受傷，後追蹤盧小寶的定位到達案發現場並殺害張明朗，於同集被送院治療後無大礙 參見外來者遊戲公司 |
| 唐嘉麟 | 郭明生 | 高仿、高仿明 劉樂基之手下 張明朗之老大 曾向羅威借五十萬元，但一直未還錢 於第9集因張明朗駕走藏有毒品的七人車而追蹤其至案發現場，拿回車匙後丢給其一些錢讓其走，可是車已被范錦良駕走 於第11集被李文殺害 |
| 李國麟 | 羅 威  | 威爺、威哥 於第9集因郭明生不還錢而指使范錦良將其載有兩箱手機的七人車開走，但不知道手機盒內藏有毒品 於第10集被捕，並否認自己販毒及與張明朗之死有關 參見威名國際賬務有限公司 |
| 羅浩銘 | 范錦良 | 翻啄 羅威之手下 於第9集按羅威指示偷取郭明生的貨物而出現在張明朗死亡的案發現場，並駕走案中關鍵的銀色七人車 於第10集被捕，並否認自己販毒及與張明朗之死有關 參見威名國際賬務有限公司 |

#### 火鍋店藏毒案（第13至15集）
| 演員   | 角色   | 暱稱／關係 |
| 陳敏之 | 盧倩雯 | Da姐 扁瓦爐火鍋店老闆娘 於第13集發現程國彪在扁瓦爐藏毒，勸他自首不果後被方梓翹懷疑涉販毒被拘留，後於第15集被釋放 參見盧家 |

### 其他演員
| 演員   | 角色           | 暱稱／關係 |
| 袁文傑 | 林偉倫         | William 顧問公司老闆，實為騙子 誤導鄺來泉夫婦賣掉大陸廠房去投資緬甸，從中抽佣，一直希望方梓翹陪他去上海逃避債務責任 方梓翹之男友，後反目及分手 何子俊之繼父，與其不和，後和好，最後反目 於第16集不滿梓翹的決定，二人起爭執，被范錦良淋紅油後向方梓翹解釋因由 於第17集約見鄺氏夫婦商討和解，卻被方梓翹聽到並難以接受他的處事手法拒絕隨偉倫移居，後更提出分手，於同集要求取回放在方梓翹家中的物品還將分手一事遷怒於何子俊後被眾人合謀作弄，更被盧小寶把影片上載到網絡，與何子俊為永久刪除舊照片起爭執更掌摑他，被高輝當場拘捕，後向何子俊道歉，接受和解 |
| 黃栢文 | 莊啟昇         | 老虎昇 酒吧員工 曾為黑幫成員 程國彪之同夥 於第12集為幫補外孫肺癌醫藥費，與程國彪一起販毒賺錢 於第15集向警方自首 |
| 煒 烈  | 江成泰         | 泰哥 跌打館老闆／跌打師傅／毒販 曾為黑幫頭目 程國彪之同夥 |
| 歐瑞偉 | 李光輝         | 大輝哥 前黑幫頭目 李文杰之亡父 於高輝擔任臥底時之老大，和其稱兄道弟，最後圍捕行動時挾持警察時，被高輝擊斃 |
| 何晉樂 | 強             | |
| 譚坤倫 | 峰             | |
| 孟希璘 |                | 酒保（第1、3、6、8、13－15集） |
| 劉家聰 | 陳老師         | （第1、3、12集） |
| 吳珮如 | 班主任         | 中學教師 梁敏詩、何欣遙之班主任（第1集） |
| 蔡菀庭 |                | 酒客（第1、3－4集） |
| 蔡菀庭 | 舞女（第14集） | |
| 梁雯蔚 |                | 酒客（第1、3－5集） |
| 梁雯蔚 | 舞女（第14集） | |
| 陳苑澄 |                | 酒客（第1集） |
| 黎文傑 |                | 酒客（第1集） |
| 林俊其 |                | 酒客（第1集） |
| 陳嘉俊 |                | 酒客（第1集） |
| 威廉陳 | 大佬森         | 債主（第2集） |
| 陳嘉亮 |                | 古惑仔（第2集） |
| 吳綺珊 |                | 店員（第2集） |
| 繆家慶 |                | 酒保（第3、6、8、11、13－14、16集） |
| 文竣瑋 |                | 酒保（第3、6、8、11、13－14、16集） |
| 鄧永健 |                | 酒吧老闆（第3、6、8、14－15集） |
| 黃潤成 |                | 劉樂基之手下（第8集） |
| 鄒兆霆 |                | 江成泰之手下（第8－9集） |
| 廖家爵 |                | 江成泰之手下（第8－9集） |
| 江榮暉 | 十 哥          | 毒販 江成泰之同夥（第8集） |
| 吳子   | 程Sir          | 社工 於第10集陪同何子俊錄口供（第10－11集） |
| 張詩欣 |                | 莊啟昇之女（第13、15集） |
| 李顯曜 |                | 莊啟昇之女婿（第13、15集） |
| 馮顯藝 |                | 毒品拆家（第13集） |
| 林慧君 |                | 吸毒女郎（第13集） |
| 陳靖雲 |                | 舞女（第14集） |
| 千雪   |                | 舞女（第14集） |
| 李梓謙 |                | 手下（第14集） |
| 蕭徽勇 | 劏雞華         | 黑幫（第15集） |
| 吳瑞庭 | 鄺 生          | （第16－17集） |
| 沈可欣 | 鄺 太          | （第16－17集） |
| 周嘉全 |                | 李光輝之手下（第18、20集） |
| 關浩揚 |                | 新聞報導員（第18集） |
| 袁鎮業 | 黃柏霖         | （第19集） |
| 蕭麗芠 |                | 蒲友（第19集） |
| 曾海昌 |                | 蒲友（第19集） |
| 蕭文諾 |                | 蒲友（第19集） |
| 羅 鴻  |                | 叔父（第20集） |
| 莫偉文 |                | 叔父（第20集） |
| 伍禮騫 |                | 斑之手下（第20集） |

## 記事
- 2020年12月29日：此劇舉行造型記者會。[7]
- 2021年1月27日：此劇於14:00在將軍澳電視廣播城舉行拜神儀式。[8]
- 2021年4月18日：全劇殺青。
- 2022年8月31日：此劇於14:00在深水埗欽州街37K號西九龍中心一樓大堂舉行「黑暗中的光明」宣傳活動。[9]
- 2022年9月11日：此劇於14:00在赤柱佳美道23號赤柱廣場天幕廣場舉行「體魄鍛練」宣傳活動。[10]
- 2022年9月18日：此劇於13:00在荃灣楊屋道1號荃新天地一期中庭舉行「守護愛的人」宣傳活動。[11]
- 2022年9月27日：此劇於15:30在觀塘協和街33號裕民坊商場L1中庭舉行「惡魔 vs 正義之神」宣傳活動。[12]

## 收視
| 集數   | 日期                   | 跨平台直播最高收視率 | 備註                         |
| 1－5   | 2022年9月5日－9月9日   | 18.5點               | [ 13 ]                       |
| 6－10  | 2022年9月12日－9月16日 | 18.9點               | [ 14 ]                       |
| 11－15 | 2022年9月19日－9月23日 | 17.8點               | [ 15 ]                       |
| 16－20 | 2022年9月26日－9月30日 | 18.5點               | [ 16 ]                       |
| 全劇   | 全劇                   | 18.9點               | 電視直播平均收視率（16.7點） |

### 播放平台

#### 首播
| 頻道／影音     | 所在地   | 播出日期     | 播出時間                |
| -------------- | -------- | ------------ | ----------------------- |
| 無綫電視翡翠台 | 香港     | 2022年9月5日 | 每週一至五 21:30－22:30 |
| Astro AOD      | 马来西亚 | 2022年9月5日 | 每週一至五 21:30－22:30 |
| MyVideo        | 臺灣     | 2022年9月6日 | 每週二至週六 15:00更新  |
| LiTV 線上影視  | 臺灣     | 2022年9月7日 | 每週三至週日更新        |

## 軼事
- 此劇原獲安排於2022年4月4日於翡翠台首播，最後因改播《金宵大廈2》而被抽起[19]。其後擬於同年5月2日於翡翠台首播，但因《雙生陌生人》刪減集數及改由《十八年後的終極告白2.0》、《童時愛上你》和《白色強人II》接檔而再度被抽起，最終安排於2022年9月5日首播。

## 歌曲
| 類別   | 歌曲                      | 作曲   | 填詞  | 編曲   | 監製           | 主唱   |
| 片尾曲 | 《輕輕一轉》              | 徐洛鏘 | 楊 熙 | 徐洛鏘 | 韋景雲、徐洛鏘 | 謝東閔 |
| 主題曲 | 《Darkness to the Night》 | 徐洛鏘 | －    | 徐洛鏘 | －             | －     |

## 獎項
| 年份 | 頒獎典禮             | 獎項名稱                  | 入圍者                   | 結果     |
| 2023 | 萬千星輝頒獎典禮2022 | 最佳劇集                  | 《黯夜守護者》           | 提名     |
| 2023 | 萬千星輝頒獎典禮2022 | 馬來西亞最喜愛TVB電視劇集 | 《黯夜守護者》           | 提名     |
| 2023 | 萬千星輝頒獎典禮2022 | 最佳男主角                | 陳展鵬                   | 提名     |
| 2023 | 萬千星輝頒獎典禮2022 | 馬來西亞最喜愛TVB男主角   | 陳展鵬                   | 提名     |
| 2023 | 萬千星輝頒獎典禮2022 | 最佳女主角                | 陳 煒                    | 提名     |
| 2023 | 萬千星輝頒獎典禮2022 | 最佳女主角                | 陳敏之                   | 提名     |
| 2023 | 萬千星輝頒獎典禮2022 | 馬來西亞最喜愛TVB女主角   | 陳敏之                   | 提名     |
| 2023 | 萬千星輝頒獎典禮2022 | 馬來西亞最喜愛TVB女主角   | 陳 煒                    | 提名     |
| 2023 | 萬千星輝頒獎典禮2022 | 最受歡迎電視男角色        | 高 輝（陳展鵬 飾）       | 提名     |
| 2023 | 萬千星輝頒獎典禮2022 | 最受歡迎電視男角色        | 羅 威（李國麟 飾）       | 提名     |
| 2023 | 萬千星輝頒獎典禮2022 | 最受歡迎電視女角色        | 盧倩雯（陳敏之 飾）      | 提名     |
| 2023 | 萬千星輝頒獎典禮2022 | 最受歡迎電視女角色        | 方梓翹（陳 煒 飾）       | 提名     |
| 2023 | 萬千星輝頒獎典禮2022 | 最受歡迎電視女角色        | 盧小寶（江嘉敏 飾）      | 提名     |
| 2023 | 萬千星輝頒獎典禮2022 | 最佳男配角                | 李國麟                   | 提名     |
| 2023 | 萬千星輝頒獎典禮2022 | 最佳女配角                | 江嘉敏                   | 提名     |
| 2023 | 萬千星輝頒獎典禮2022 | 飛躍進步女藝員            | 江嘉敏                   | 提名     |
| 2023 | 萬千星輝頒獎典禮2022 | 飛躍進步女藝員            | 羅毓儀                   | 最後十強 |
| 2023 | 萬千星輝頒獎典禮2022 | 最受歡迎電視歌曲          | 輕輕一轉（主唱：謝東閔） | 提名     |

## 外部連結
- 豆瓣电影上《黯夜守護者》的資料 （简体中文）
- 《黯夜守護者》 北美TVB網上串流平台 免費點播！ （页面存档备份，存于）
- 《黯夜守護者》黑暗中的光明 （页面存档备份，存于）.TVB Weekly.2022-09-03

## 電視節目的變遷
| 香港 無綫電視翡翠台／ 澳門 TVB Anywhere翡翠台 星期一至五 21:30－22:30 | 香港 無綫電視翡翠台／ 澳門 TVB Anywhere翡翠台 星期一至五 21:30－22:30 | 香港 無綫電視翡翠台／ 澳門 TVB Anywhere翡翠台 星期一至五 21:30－22:30 |
| --------------------------------------------------------------------- | --------------------------------------------------------------------- | --------------------------------------------------------------------- |
|                                                                       | 黯夜守護者 （2022年9月5日－2022年9月30日）                            |                                                                       |
| 白色強人II （2022年7月25日－2022年9月2日）                            | 美麗戰場 （2022年10月3日－2022年10月28日）                            |                                                                       |

| 马来西亚 Astro AOD 星期一至五 21:30－22:30 | 马来西亚 Astro AOD 星期一至五 21:30－22:30 | 马来西亚 Astro AOD 星期一至五 21:30－22:30 |
| ------------------------------------------ | ------------------------------------------ | ------------------------------------------ |
|                                            | 黯夜守護者 （2022年9月5日－2022年9月30日） |                                            |
| 白色強人II （2022年7月25日－2022年9月2日） | 美麗戰場 （2022年10月3日－2022年10月28日） |                                            |

| 马来西亚、 新加坡 翡翠台 星期一至五 21:30－22:30 | 马来西亚、 新加坡 翡翠台 星期一至五 21:30－22:30 | 马来西亚、 新加坡 翡翠台 星期一至五 21:30－22:30 |
| ------------------------------------------------ | ------------------------------------------------ | ------------------------------------------------ |
|                                                  | 黯夜守護者 （2022年9月5日－2022年9月30日）       |                                                  |
| 白色強人II （2022年7月25日－2022年9月2日）       | 美麗戰場 （2022年10月3日－2022年10月28日）       |                                                  |

| 翡翠台香港時區 星期一至五 21:30－22:30     | 翡翠台香港時區 星期一至五 21:30－22:30     | 翡翠台香港時區 星期一至五 21:30－22:30 |
| ------------------------------------------ | ------------------------------------------ | -------------------------------------- |
|                                            | 黯夜守護者 （2022年9月5日－2022年9月30日） |                                        |
| 白色強人II （2022年7月25日－2022年9月2日） | 美麗戰場 （2022年10月3日－2022年10月28日） |                                        |

| 美国 TVB1 星期一至五 劇場 東岸時間 21:00－22:00      | 美国 TVB1 星期一至五 劇場 東岸時間 21:00－22:00 | 美国 TVB1 星期一至五 劇場 東岸時間 21:00－22:00 |
| ---------------------------------------------------- | ----------------------------------------------- | ----------------------------------------------- |
|                                                      | 黯夜守護者 （2022年9月5日－2022年9月30日）      |                                                 |
| 白色強人II （2022年7月25日－2022年9月2日）           | 美麗戰場 （2022年10月3日－2022年10月28日）      |                                                 |
| 美国 TVBSF 星期一至五 黃金劇場 西岸時間 22:00－23:00 |                                                 |                                                 |
| 白色強人II （2022年7月25日－2022年9月2日）           | 黯夜守護者 （2022年9月5日－2022年9月30日）      | 美麗戰場 （2022年10月3日－2022年10月28日）      |

| 加拿大 新時代電視2高清台 西岸時間／溫哥華 星期一至五 17:30－18:30 | 加拿大 新時代電視2高清台 西岸時間／溫哥華 星期一至五 17:30－18:30 | 加拿大 新時代電視2高清台 西岸時間／溫哥華 星期一至五 17:30－18:30 |
| ----------------------------------------------------------------- | ----------------------------------------------------------------- | ----------------------------------------------------------------- |
|                                                                   | 黯夜守護者 （2022年9月5日－2022年9月30日）                        |                                                                   |
| 白色強人II （2022年7月25日－2022年9月2日）                        | 美麗戰場 （2022年10月3日－2022年10月28日）                        |                                                                   |
| 東岸時間／多倫多 星期一至五 20:30－21:30                          |                                                                   |                                                                   |
| 白色強人II （2022年7月25日－2022年9月2日）                        | 黯夜守護者 （2022年9月5日－2022年9月30日）                        | 美麗戰場 （2022年10月3日－2022年10月28日）                        |

| 翡翠台 星期二至六 21:30－22:30             | 翡翠台 星期二至六 21:30－22:30             | 翡翠台 星期二至六 21:30－22:30 |
| ------------------------------------------ | ------------------------------------------ | ------------------------------ |
|                                            | 黯夜守護者 （2022年9月6日－2022年10月1日） |                                |
| 白色強人II （2022年7月26日－2022年9月3日） | 美麗戰場 （2022年10月4日－2022年10月29日） |                                |

| 新加坡 HUB娛家戲劇台 劇集首映 星期一至五 20:00－21:00 | 新加坡 HUB娛家戲劇台 劇集首映 星期一至五 20:00－21:00 | 新加坡 HUB娛家戲劇台 劇集首映 星期一至五 20:00－21:00 |
| ----------------------------------------------------- | ----------------------------------------------------- | ----------------------------------------------------- |
|                                                       | 黯夜守護者 （2023年2月7日－2023年3月6日)              |                                                       |
| 白色強人II （2022年12月27日－2023年2月6日）           | 美麗戰場 （2023年3月7日－2023年4月3日）               |                                                       |

| 新加坡 佳乐台 星期一至四 21:10－22:00 | 新加坡 佳乐台 星期一至四 21:10－22:00     | 新加坡 佳乐台 星期一至四 21:10－22:00 |
| ------------------------------------- | ----------------------------------------- | ------------------------------------- |
|                                       | 黯夜守護者 （2023年3月29日－2023年5月2日) |                                       |
| 回归 （2023年3月2日－2023年3月28日）  | 美麗戰場 （2023年5月3日－2023年6月6日）   |                                       |

| 马来西亚 八度空间 TVB之最 星期一至五 19:00-19:58 | 马来西亚 八度空间 TVB之最 星期一至五 19:00-19:58 | 马来西亚 八度空间 TVB之最 星期一至五 19:00-19:58 |
| ------------------------------------------------ | ------------------------------------------------ | ------------------------------------------------ |
|                                                  | 黯夜守護者 （2023年7月4日—2023年7月31日） 16     |                                                  |
| 白色强人II (2023年5月23日—2023年7月3日)          | 美丽战场 （2023年8月1日—2023年8月28日）          |                                                  |